# Hipismo nos Jogos Olímpicos de Verão de 2008 - Saltos por equipes
A competição de saltos por equipe de hipismo nos Jogos Olímpicos de Verão de 2008 foi realizada entre os dias 15 e 18 de agosto de 2008 na na Arena Eqüestre de Hong Kong.
Originalmente a equipe da Noruega havia ganhado a medalha de bronze, mas foi desclassicada em 22 de dezembro de 2008. O cavalo Camiro de Tony André Hansen testou positivo no antidoping para a substância capsaicina.

## Medalhistas
| Ouro   | USA Estados Unidos Laura Kraut (Cedric) Beezie Madden (Authentic) Will Simpson (Carlsson Vom Dach) McLain Ward (Sapphire)        |
| Prata  | CAN Canadá Mac Cone (Ole) Jill Henselwood (Special Ed) Eric Lamaze (Hickstead) Ian Millar (In Style)                             |
| Bronze | SUI Suíça Christina Liebherr (No Mercy) Pius Schwizer (Nobless M) Niklaus Schurtenberger (Cantus) Steve Guerdat (Jalisca Solier) |

## Resultados
| Pos. | Atleta                                                                                   | 1ª rodada    | 1ª rodada | 2ª rodada  | 2ª rodada | Pen. total | Desempate   | Desempate | Desempate         | Desempate |
| Pos. | Atleta                                                                                   | Pen.         | Pen.      | Pen.       | Pen.      | Pen. total | Pen.        | Pen.      | Tempo             | Tempo     |
| Pos. | Atleta                                                                                   | Individual   | Equipe    | Individual | Equipe    | Pen. total | Individual  | Equipe    | Individual        | Equipe    |
| ---- | ---------------------------------------------------------------------------------------- | ------------ | --------- | ---------- | --------- | ---------- | ----------- | --------- | ----------------- | --------- |
|      | USA Estados Unidos McLain Ward Laura Kraut Will Simpson Beezie Madden                    | 0 4 8 11     | 12        | 4 0 8 4    | 8         | 20         | 0 DNS       | 0         | 37.05 39.86 38.50 | 115.41    |
|      | CAN Canadá Mac Cone Jill Henselwood Eric Lamaze Ian Millar                               | 12 18 0 4    | 16        | WD 0 4 0   | 4         | 20         | DNS 4 0 DNS | 4         | 40.32 36.35       | 76.67     |
|      | SUI Suíça Christina Liebherr Pius Schwizer Niklaus Schurtenberger Steve Guerdat          | 4 4          | 12        | 23 5 8 5   | 18        | 30         |             |           |                   |           |
| 4    | NED Países Baixos Angelique Hoorn Marc Houtzager Vincent Voorn Gerco Schroder            | 4 1 16 12    | 17        | 8 5 27 4   | 17        | 34         |             |           |                   |           |
| 4    | GER Alemanha Christian Ahlmann Marco Kutscher Meredith Michaels-Beerbaum Ludger Beerbaum | 8 13 4 8     | 20        | 4 19 4 6   | 14        | 34         |             |           |                   |           |
| 6    | GBR Grã-Bretanha Nick Skelton Tim Stockdale Ben Maher John Whitaker                      | 8 4 DNS      | 16        | 13 8 0 DNS | 21        | 37         |             |           |                   |           |
| 7    | SWE Suécia Peter Eriksson Lotta Schultz Helena Lundback Rolf-Göran Bengtsson             | 8 5 12 0     | 13        | 4 20 17 4  | 25        | 38         |             |           |                   |           |
| 8    | AUS Austrália Peter McMahon Laurie Lever Edwina Alexander Matt Williams                  | 16 16 0 4    | 20        | DNS 4 0 17 | 21        | 41         |             |           |                   |           |
| 9    | MEX México Alberto Michan Antonio Chedraui Enrique González Federico Fernández           | 9 8 16 9     | 26        |            |           |            |             |           |                   |           |
| 10   | NOR Noruega Stein Endresen Morten Djupvik Geir Gulliksen Tony André Hansen               | 4 12 DSQ     | 28        | 12 4 5 DSQ | 21        |            |             |           |                   |           |
| 11   | UKR Ucrânia Aleksandr Onishchenko Jean-Claude Van Geenberghe Bjorn Nagel Katharina Offel | EL 8 9 17    | 34        |            |           |            |             |           |                   |           |
| 12   | KSA Arábia Saudita HH F. Al Shalan Kamal Bahamdan HRH A. Al Saud Ramzy Al Duhami         | 18 15 30 5   | 38        |            |           |            |             |           |                   |           |
| 13   | NZL Nova Zelândia Katie McVean Kirk Webby Sharn Wordley Bruce Goodin                     | 45 8 25 12   | 45        |            |           |            |             |           |                   |           |
| 14   | HKG Hong Kong Patrick Lam Samantha Lam Kenneth Cheng                                     | 9 29 21      | 59        |            |           |            |             |           |                   |           |
| 15   | CHN China Huang Zuping Zhang Bin Zhao Zhiwen Li Zhenqiang                                | 36 31 32 39  | 99        |            |           |            |             |           |                   |           |
| EL   | BRA Brasil Pedro Veniss Bernardo Alves Camila Benedicto Rodrigo Pessoa                   | EL 12 13 DSQ | EL        |            |           |            |             |           |                   |           |

- DNS: Não iniciou a prova
- WD: Desistiu
- EL: Eliminado